# Panem
Panem eller Republikken Panem er en fiktiv fremtidsstat fra romantrilogien The Hunger Games skabt af Suzanne Collins. Panem kan have flere ting til fælles med Romerriget, blandt andet arenakampe.

## Geografi
Panem ligger i den tempererede del af Nordamerika med hovedstaden Capitol i midten af Rocky Mountains. Panem ligger sikkert omkring de amerikanske stater Oregon og Idaho med distrikter i andre tænkelige stater som Washington, Montana og Nevada.
Hovedstaden er Capitol og også den eneste officielle by. Den ligger i midten af Rocky Mountains og en flod løber i gennem den, som runder ud i et vandfald med en tilhørende sø.

## Inddeling
Panem blev først inddelt i 13 forskellige distrikter, som hver har sit specialområde, som for eksempel korn eller træ, men efter et oprør blev det trettende distrikt boykottet. Distrikterne ligger alle omkring hovedstaden Capitol, men Capitol ligger ikke inde i et distrikt og er heller ikke et distrikt for sig selv.
Nogle nævneværdige distrikter er Distrikt 12 og 11 hvor det andet oprør opstod.